# Yashin
I Yashin sono un gruppo musicale scozzese formatosi nel 2006 a Greenock, vicino a Glasgow.

## Formazione

### Formazione attuale
- Paul Travers - chitarra (2006-oggi)
- Andrew McShane - basso, cori (2006-oggi)
- David Beaton - batteria, percussioni (2006-oggi)
- Harry Radford - clean vocals (2009-oggi)
- Kevin Miles - vocals impuri (2009-presente)
- Connor MacLeod - chitarra (2012-oggi)

### Ex componenti
- Michael Rice - voce solista (2006-2008)
- Lewis Millen - chitarra (2006-2012)

## Discografia

### Album studio
- 2010 - Put Your Hands Where I Can See Them
- 2012 - Put Your Hands Where I Can See Them: Revolution
- 2012 - We Created a Monster

### EP
- 2007 - Pay to Play
- 2008 - Miles Away But Getting Closer
- 2012 - Runaway Train EP

### Singoli
- 2010 - Get Loose!
- 2010 -  Friends In High Places
- 2012 -  New Year Or New York
- 2012 -  Make It Out Alive
- 2012 -  Runaway Train